# لاك تشيكوبي (كيبك)
لاك تشيكوبي (بالإنجليزية: Lac-Chicobi, Quebec)‏ هي unorganized area of Canada تقع في كندا في Abitibi Regional County Municipality. يقدر عدد سكانها بـ 203 نسمة ومساحتها 740.20 كم2 .